# 姨捨棚田

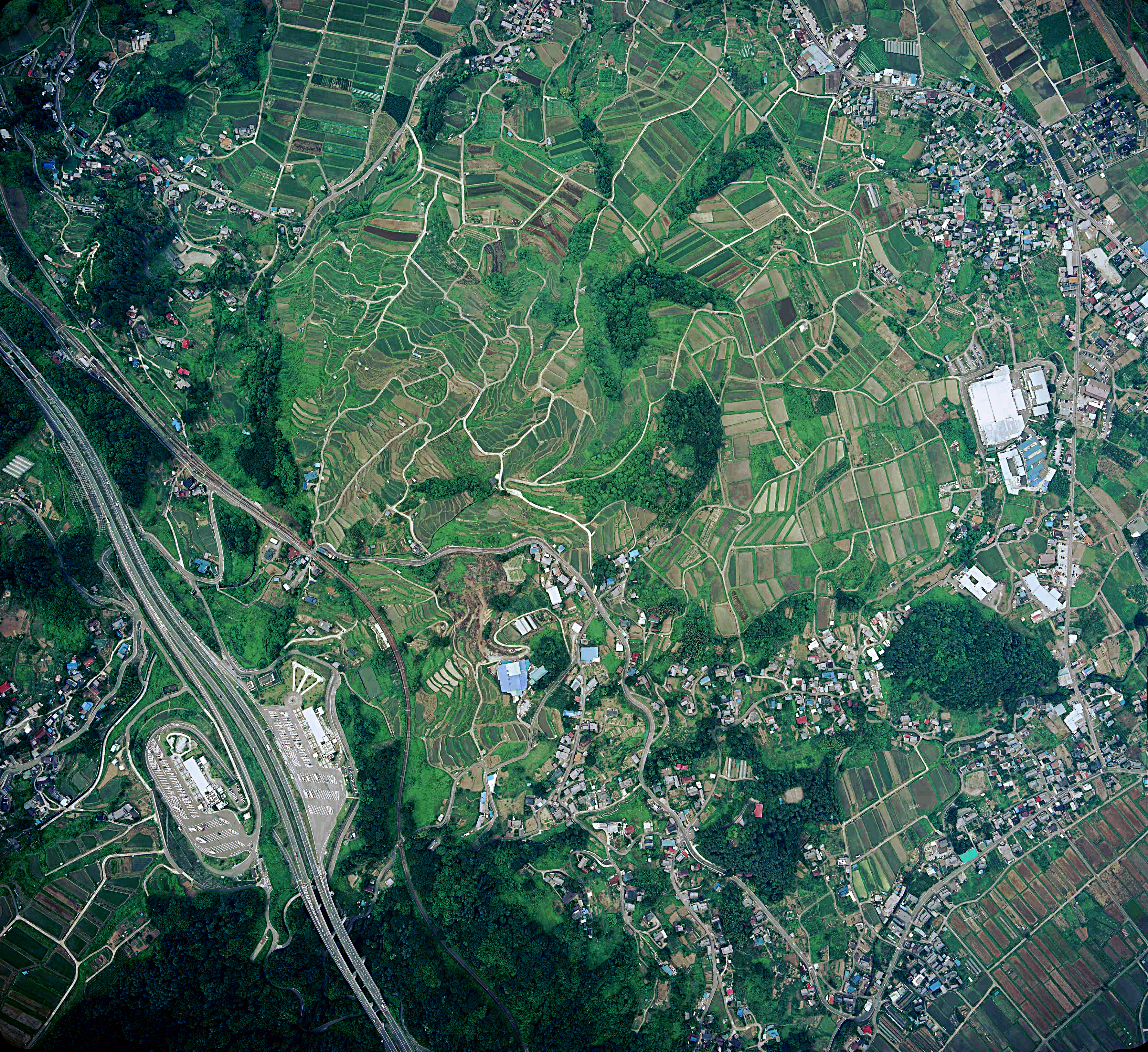
長野県千曲市の姨捨棚田周辺。

姨捨棚田（おばすて たなだ）とは、日本の中部地方の、長野県千曲市八幡（※1889年〈明治22年〉時の更級郡八幡村。江戸時代における信濃国更級郡八幡村界隈、幕藩体制下の信州長楽寺領八幡村・信州松代藩知行八幡村等）にあって、古より「田毎月」の名所と謳われてきた棚田である。姨捨の棚田ともいう。
「姨捨山（冠着山）」の名を冠してはいるが、この棚田の造成されている基礎にあたる緩傾斜地形が属しているのは冠着山の山麓ではなく、三峯山（標高1131.3メートル）の東側にある千曲高原の東側から北東側斜面に広がる扇状地状の地形であり、これを指して学術上は「姨捨土石流堆積物地形」と呼んでいる。

## 緩傾斜地形
姨捨棚田は、基礎にあたる緩傾斜地形の上に造成されている。この地形の成因について、主たる学説として以下の2つがある。
1. 三峯火山泥流説

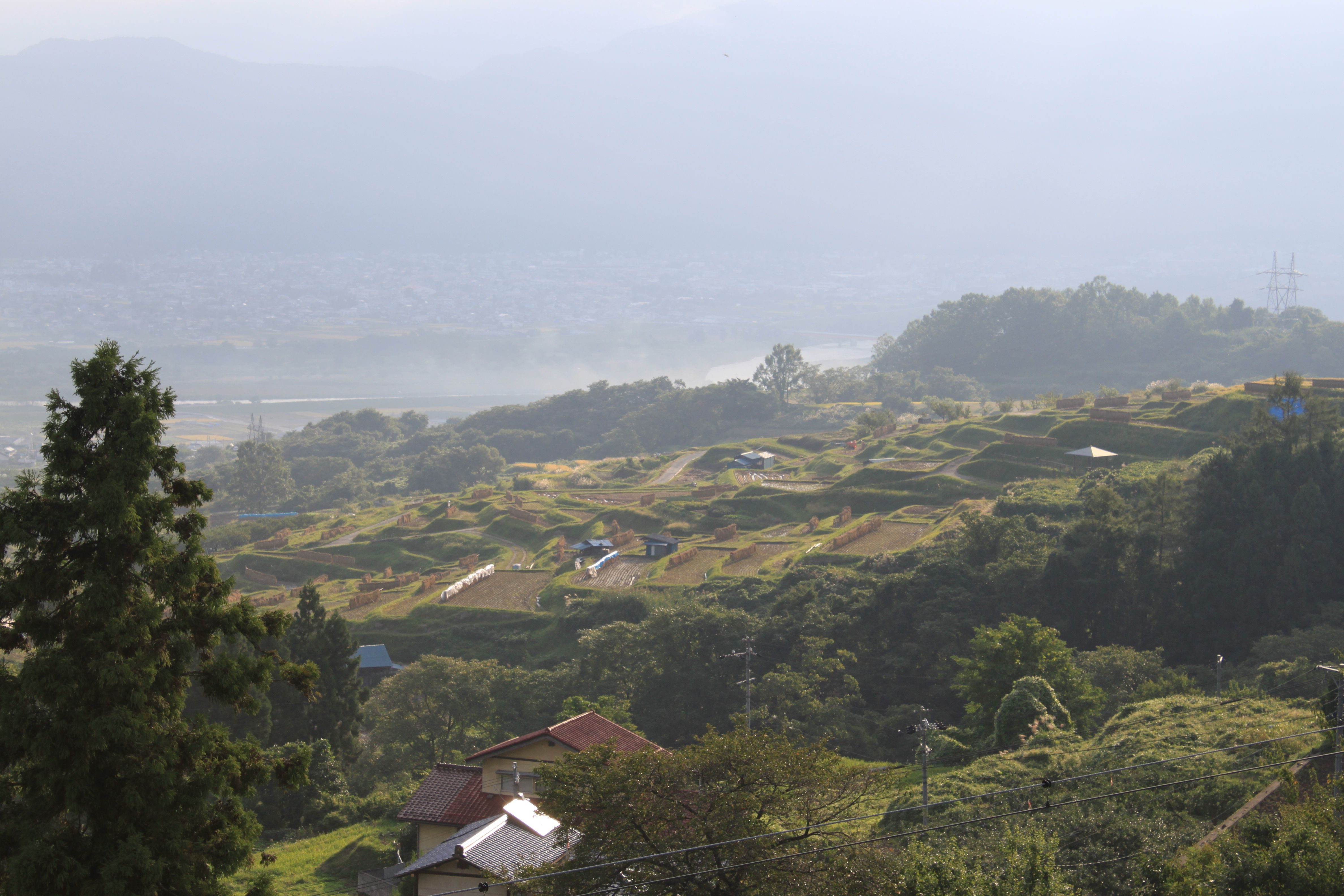
姨捨駅からの風景

  - 八木貞助（1943年）説（『更埴地質誌』）。約7万年前から約6万年前以降に、三峯山の東山腹で蓄積されたガスの大爆発が発生して山体の一部崩壊をもたらし、それによって生じた土石流が低所に押し出されることで形成された[2]。
2. 旧崩積土再移動説
  - 斎藤豊（1982年）説。約10万年前と推定される旧崩積土が再移動することによって形成された。長野盆地が陥没する過程で生じた旧千曲川による侵蝕面で、堆積物中の木片の放射性炭素年代測定法による分析結果では、約1万3000年前と約3000年前の2度に亘る地殻変動によって形成された[2]。

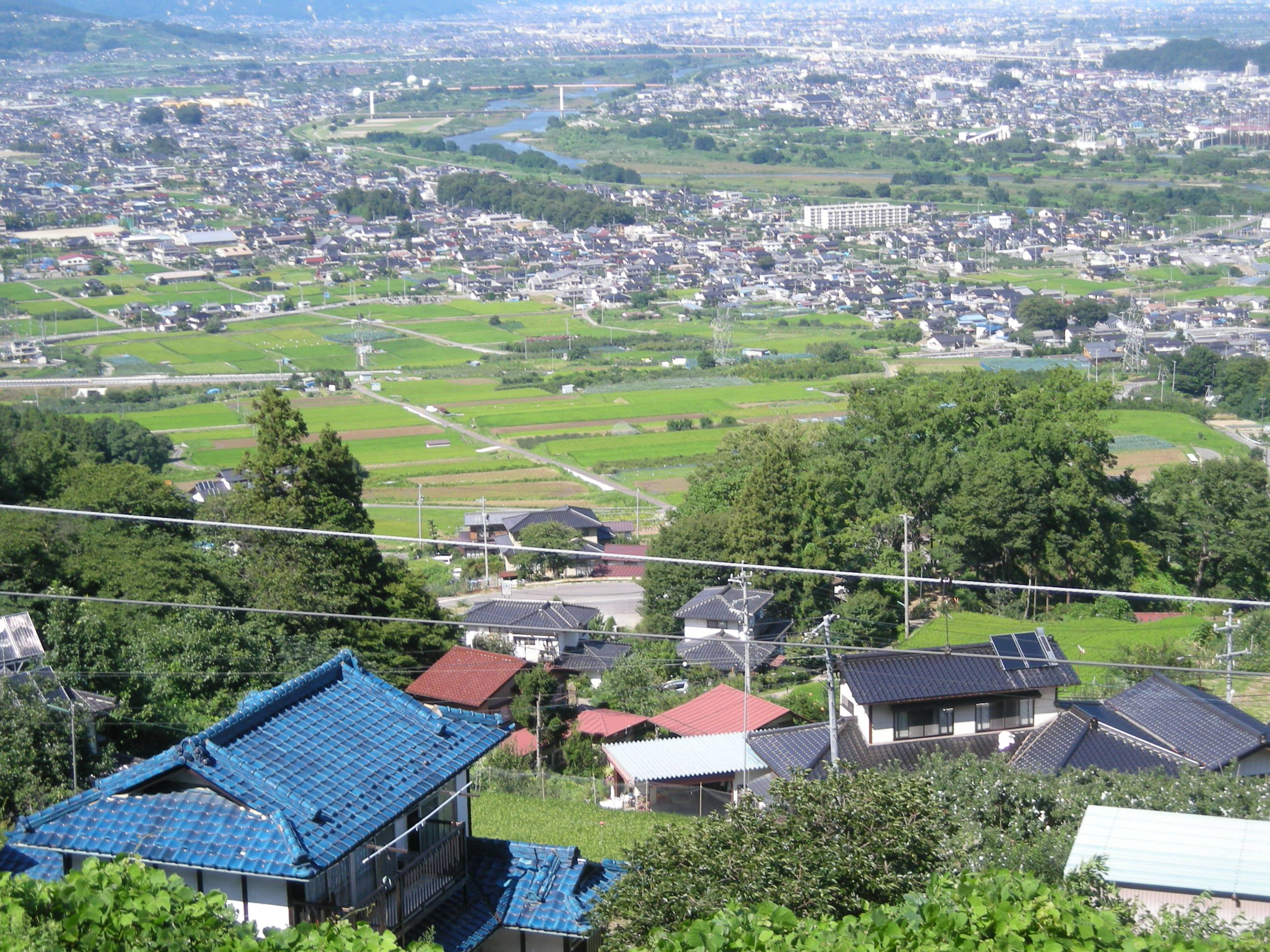
姨捨駅からみた善光寺平。日本三大車窓の一つ

## 田毎月

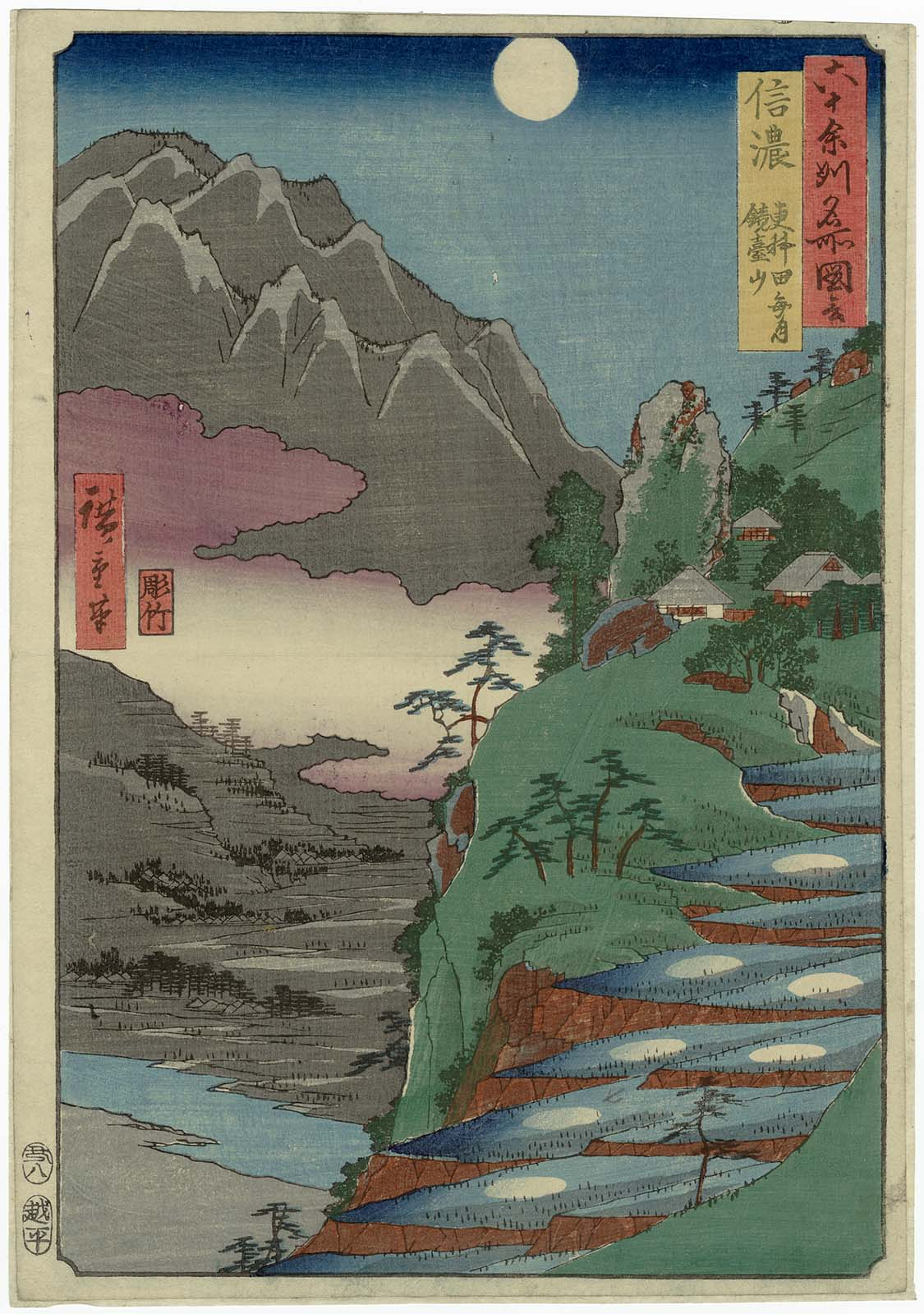
歌川広重『六十余州名所図会 信濃 更科田毎月 鏡台山』
----
名所浮世絵揃物『六十余州名所図会』の第25景。縦大判錦絵。嘉永5年8月（1853年9月頃）刊行。
水を張った棚田の一つ一つに満月が映り込み、これこそが古より人々を惹きつけてきた「田毎月」というもの。左手下段には中景として千曲川、同じく上段には遠景として鏡台山を配しており、しかしあくまで近景の田毎月が主題であることを色使いでも示している。棚田・長楽寺・姨石（おばいし）を近景に配したうえで千曲川と鏡台山と月を遠望できるとなれば、棚田以西より真東を望む画角と推定できる。なお、地形は大胆に誇張されている。

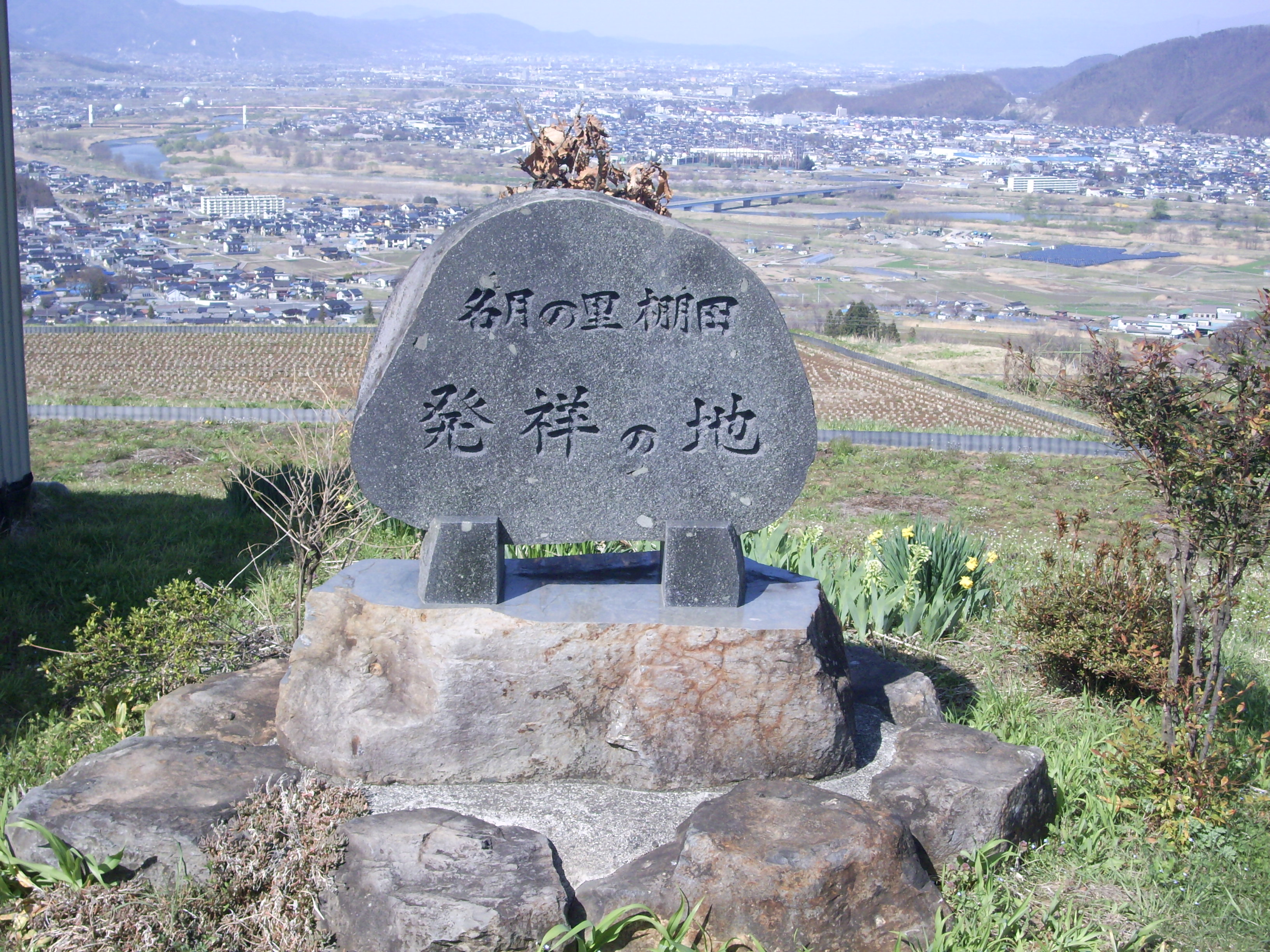
「名月の里 棚田 発祥の地」石碑

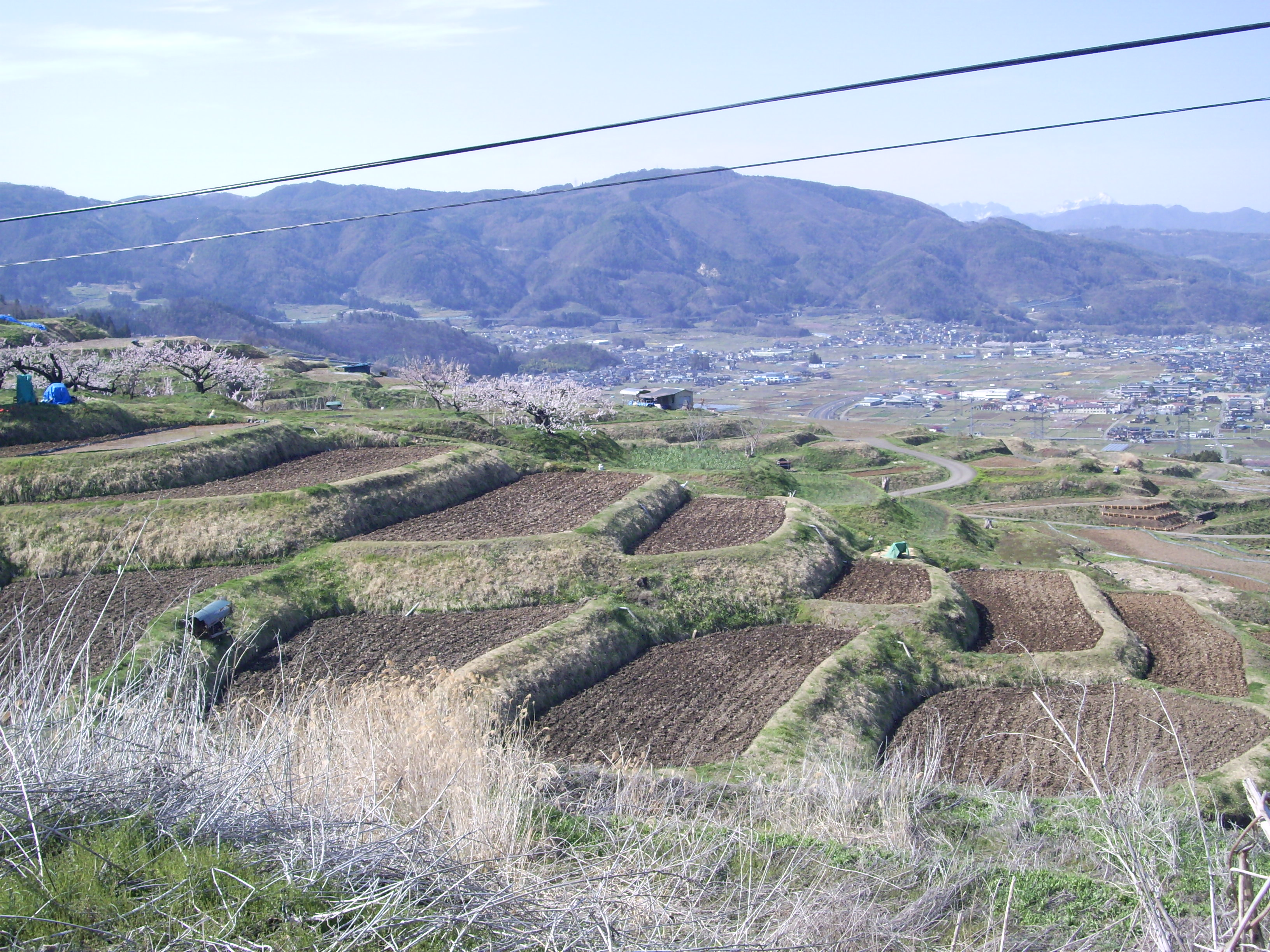
田植えの水を張る前の棚田

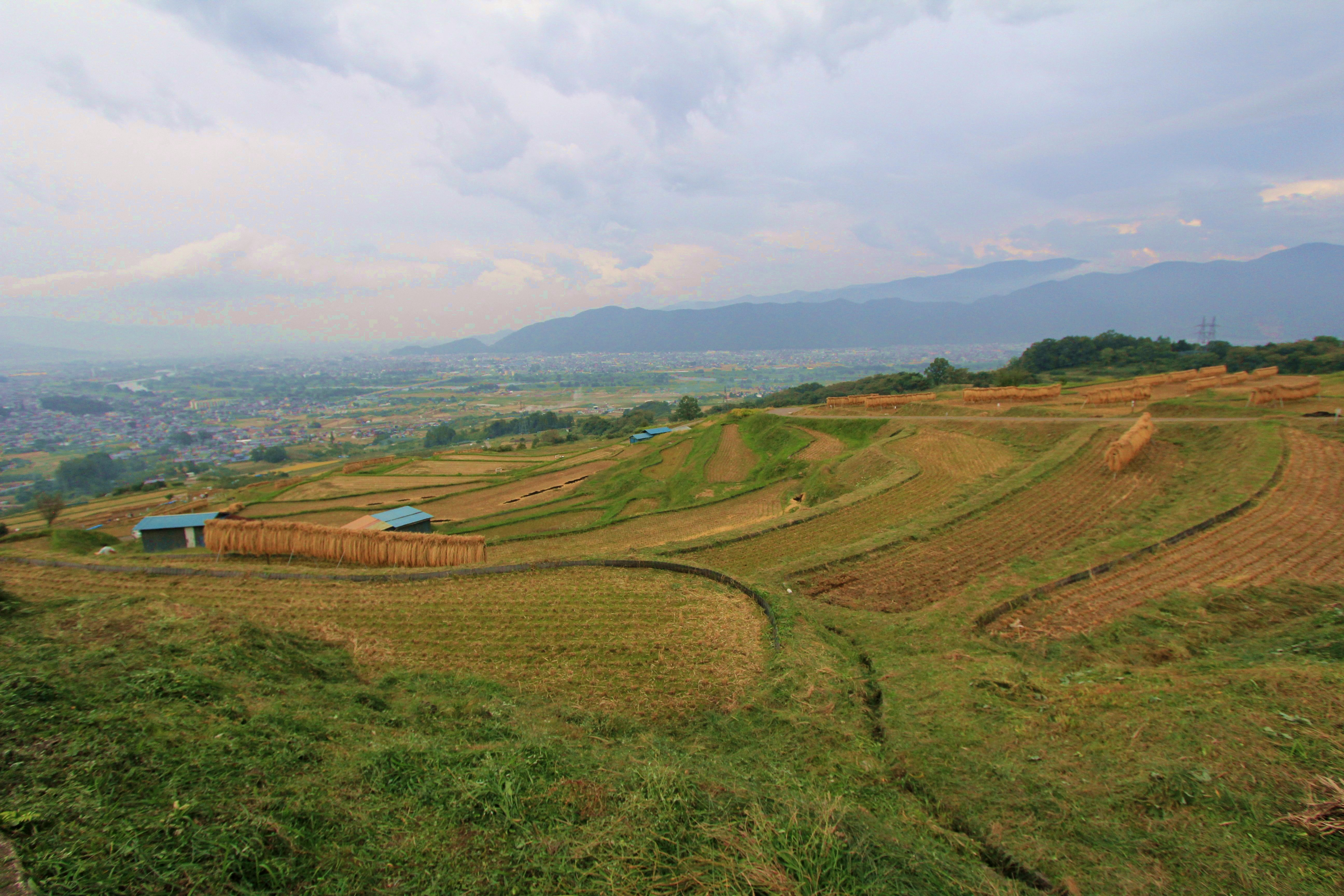
稲刈り後

信濃国更級郡八幡（現在の千曲市八幡）に広がる棚田の水を張った水田の一つ一つに映り込む月は、古くから「田毎月（たごとのつき、たごとづき）」「田毎の月（たごとのつき）」と謳われるほど美しいことで知られていた。
この「田毎月」とは、長楽寺の持田である四十八枚田に映る月をいい、今も多くの地図上に名所を示す「∴」印はこの四十八枚の棚田「姨捨棚田/姨捨の棚田」の位置に示されている。「長楽寺 (千曲市)#文化財」も「参照のこと。
鎌倉時代の歌人・藤原家隆は、田毎月を歌材に「更科や姨捨山の高嶺より嵐をわけていずる月影」と詠んでいる。
千枚田とも呼ばれる上部に多くの棚田が形成されるようになったのは江戸時代からとされているが、上杉謙信が麓の武水別神社に上げた武田信玄打倒の願文（上杉家文書）に「祖母捨山田毎潤満月の影」との行があり、永禄7年（1564年）には田毎に月を映す棚田の存在がすでに広く知られていたと考えるのが相当である（なお、眼下の景観すべてが甲越両軍の12年にわたり5度戦った川中島の戦いの戦場であった）。
安土桃山時代には、豊臣秀吉が、天下に聞こえる月見（観月）の名所として「信濃更科と陸奥雄島、それに勝る京都伏見江」と詠って3箇所を挙げている。負け惜しみを言いながら信濃更科の名月である田毎月を日本三大名月の筆頭に挙げたということになる。ほかにも、近世（安土桃山時代および江戸時代）には、信濃国（現・長野県）の更科、土佐国（現・高知県）の桂浜、山城国（現・京都府南部）の東山を三大に挙げるものと、山城国東山に替えて近江国（現・滋賀県）の石山寺を挙げるものが見られ、これらはいずれも三大の筆頭に信濃更科を挙げている。
このように古より讃えられてきた棚田を主とする地域（長楽寺境内の一部、四十八枚田、姪石〈めいし〉地区、以上3地域）は、1999年（平成11年）5月10日、「姨捨（田毎の月）」名義で国の名勝に指定され、これをもって姨捨棚田は日本で初めて文化財に指定された農耕地となった。のちに上姪石（かみめいし）地区が追加指定される。同年7月16日には農林水産省が選定する「日本の棚田百選」にも選出された。また、日経プラスは、2008年（平成20年）9月6日号の1紙面で、全国に数ある月の名所の中から姨捨を第1位の「お月見ポイント」に選んでいる。2010年（平成22年）には、名勝指定地に追加選定地域を合わせて「姨捨の棚田」名義で重要文化的景観に選定された。
棚田の下部地域では、近年の道路工事（1988年）に際して弥生時代の棚田が発掘されていて、棚田周辺には小規模ながら古墳も散在しており、棚田によって一定の勢力を扶植した人々の存在が推定される。

## 水利
かつての棚田への水源は更級川水系源流域の湧き水であるが、その後、千曲高原にある人工のため池（大池：江戸時代の明暦年間に整備が始まり、1880年頃には改修）の水を使用していたが、夏期の渇水対策として麓を流れる千曲川の水を汲み上げると共に大池用水と併用利用している。

## 文化財
- 姨捨（田毎の月） - 国の名勝。長楽寺境内、四十八枚田、姪石付近の棚田の3か所が指定対象になっている。
- 姨捨の棚田 - 名勝指定地を包含する64.3ヘクタールが重要文化的景観として選定。